# Naranjito (Santa Bárbara)
Naranjito (Santa Bárbara) é uma cidade hondurenha do departamento de Santa Bárbara.